# Aeropuerto Nacional de Navojoa
El Aeropuerto Nacional de Navojoa (OACI: MMNV), es un pequeño aeropuerto localizado a 8 kilómetros al sur de Navojoa, Sonora, México, una ciudad localizada en el Valle del Mayo, en la parte más sureña del estado de Sonora. El aeropuerto solamente se usa para propósitos de aviación general y, en algunas ocasiones como autódromo para competencias de arrancones.
Cuenta con una pista de aterrizaje de 1,700 metros de largo y 15 metros de ancho con gotas de viraje en ambas cabeceras, también cuenta con una plataforma de aviación de 10,800 metros cuadrados (180 m x 60 m), edificio terminal, hangares y estacionamiento